# Artemisia glacialis
Espèce
Classification phylogénétique
Artemisia glacialis, le Génépi des glaciers, est une espèce de plante à fleurs de la famille des Asteraceae. 

## Description

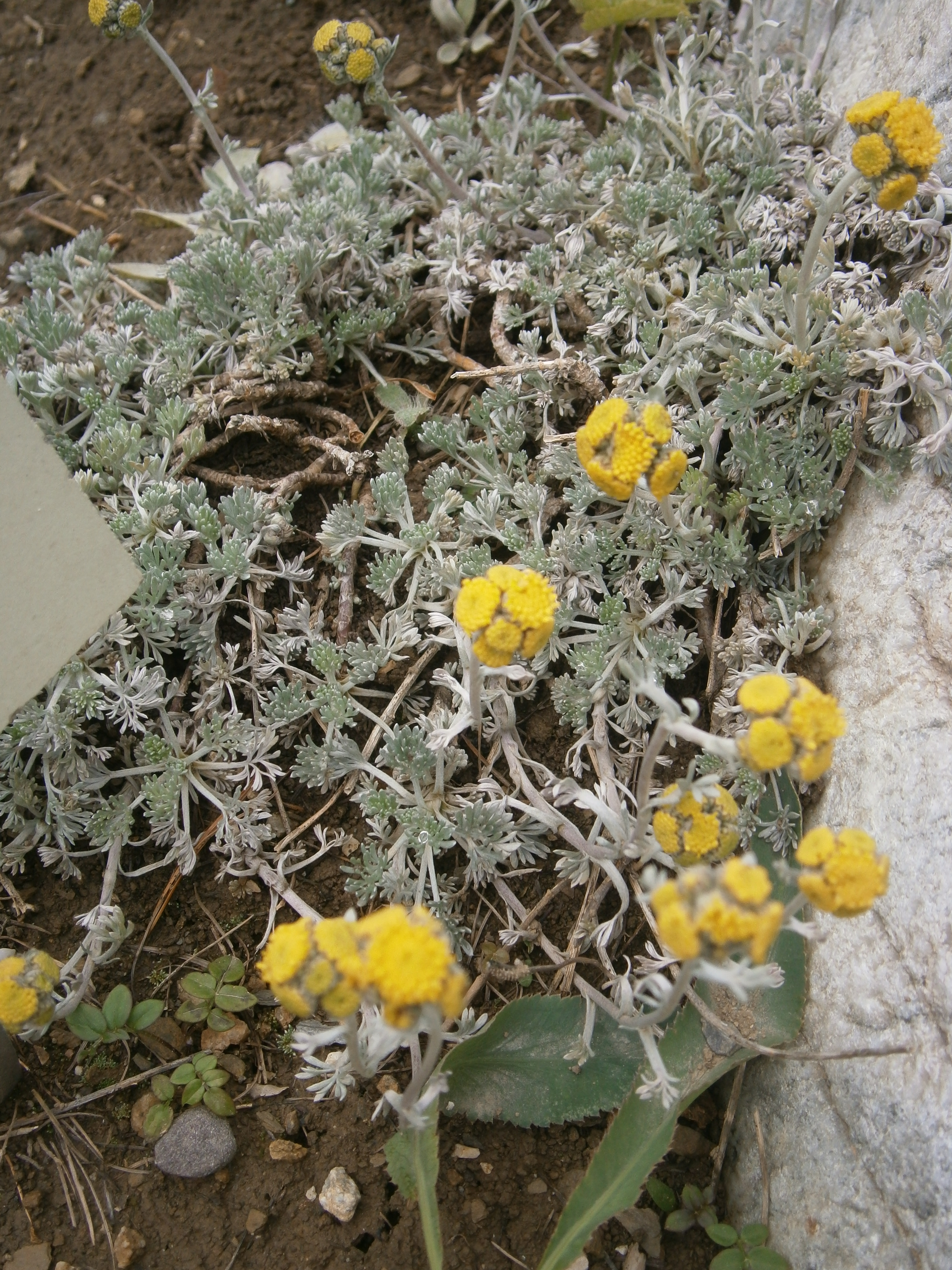
Artemisia glacialis.

C'est une plante herbacée vivace rustique. Son port est celui d'une touffe dense.

### Feuillage
Ses feuilles, longues de  1 à 3 cm, sont couvertes de poils argentés et finement divisées en 5 lobes, eux-mêmes trilobés.

### Floraison
Floraison estivale, très petits capitules jaunes groupés en corymbe de 3 cm de diamètre.

### Taille
Touffe de 5 cm de haut pour 15 à 20 cm de diamètre.

## Répartition
Elle vit en France, en Suisse, dans le Piémont, dans le massif alpin entre 1 800 et 3 200 mètres d'altitude.